# لیپسن، استرالیای جنوبی
لیپسن (به انگلیسی: Lipson) یک شهرک در استرالیا است که در استرالیای جنوبی واقع شده‌است.